# Lidská ekologie
Lidská ekologie (též ekologie člověka, humánní ekologie, sociální ekologie nebo sociální a kulturní ekologie) je sociologická subdisciplína, která se věnuje vztahům mezi lidskými společenstvími a jejich fyzickým prostředím.
V rámci disciplíny má nejdelší tradici sociologie města.
Pojem sociální ekologie je evropskou verzí původního amerického termínu human ecology (lidská ekologie),[zdroj⁠?!] který poprvé použili v roce 1921 představitelé tzv. Chicagské školy, Robert Ezra Park a Ernest Burgess. Sociálně ekologický přístup ke studiu města však Park aplikoval již ve své studii o lidském chování ve městě z roku 1915. Klasická sociální ekologie (zhruba v období 1915–1950) se soustřeďovala na zkoumání růstu a vnitřní struktury velkoměst.

## Sociální ekologie Roberta Ezra Parka
Klasická sociální ekologie vychází především z Parka, jedním ze základních výkladových principů je teorie, že vztahy mezi lidmi fungují z velké části na bázi soutěžení, což zahrnuje i soutěž o prostor. Vzhledem k tomu, že v lidských společenstvích existuje vysoký stupeň vzájemné závislosti a rozvinutá dělba práce, soutěžení zahrnuje vždy také spolupráci, kterou lze označit jako soutěživou kooperaci. Jejím výsledkem je vznik symbiotických vztahů.
Společnosti jsou organizovány na dvou úrovních, a to na úrovni biotické a kulturní. První je výsledkem soutěže a zahrnuje i symbiotické vztahy; druhá je jakousi nadstavbou nad biotickou úrovní a je založena na komunikaci a na konsenzu. Sociální ekologie se má podle Parka zabývat pouze biotickou úrovní a důsledky soutěživé symbiózy. Nejlepším příkladem symbiotické soutěže je město, kde se tato odráží například v prostorovém uspořádání města.

## Teorie koncentrických zón
Teorii koncentrických zón formuloval v roce 1925 E. W. Burgess.
Město se formuje na principech
- koncentrace a segregace (tj. tendence různých skupin a institucí umístit se v různých částech města)
- invaze a sukcese (staří obyvatelé jsou na principu soutěže vytlačeni a nahrazováni novými).